# NGC 6147
NGC 6147 (другие обозначения — MCG 7-34-23, PGC 58077) — спиральная галактика (Sb) в созвездии Геркулес.
Этот объект входит в число перечисленных в оригинальной редакции «Нового общего каталога».